# Mohammad Reza Golzar
Mohammad Reza Golzar (persiska: محمدرضا گلزار), född 21 mars 1977, är en iransk skådespelare, sångare, TV-värd och modell. 

## Biografi
Mohammadreza Golzar Azari föddes den 21 mars 1977 i en familj med persiskt-azeriskt ursprung. Hans nära vän Aria Sajadi var den som hjälpte honom med sin skådespelarkunskap.  Hans ursprung är Tat persiska och föddes i Teheran.

## Karriär
Innan han började sin skådespelarkarriär med Sam och Narges 1998 blev han berömd som gitarrist för det iranska musikbandet Arian band . Han är nu en sångare i Rezzar Band ledd av Hamed Baradaran. . 

## Filmografi
- Sam o Nargess (2000 - Iraj Ghaderi)
- Zamaneh (2001 - Hamidreza Salahmand)
- Bala-ye Shaher, Payeen-e Shahr (2002 - Akbar Khamin)
- Shaam-e Akhar (The Last Supper) (2002 - Fereydoun Jeyrani)
- Zahr-e Asal (2003 - Ebrahim Sheibani)
- Boutique (2003 - Hamid Nematollah)
- Cheshmane Siah (2003 - Iraj Ghaderi)
- Taleh (2006 - Siroos Alvand)
- Coma (2004 - Arash Moayerian)
- Gol-e Yakh (2005 - Kiomars Pourahmad)
- Sham-e Aroosi (2006 - Ebrahim Vahidzadeh)
- Atash Bas (Cease Fire) (2006 - Tahmineh Milani)
- Kalagh Par (2007 - Shahram Shah Hosseini)
- Tofighe Ejbari (2008 - Mohammad Hossein Latifi)
- Majnoone leyli (2008 - Ghasem Jafari)
- Dou Khahar (2008 - Mohammad Banki)
- Democracy Tou Rouze Roshan (2009 - Ali Atshani)
- Till Va Man (2010 - Mohammad Banki)
- Atom Heart Mother (2013 - Ali Ahmadzadeh)
- Shish - o - Besh (sex och fem) (2011
- Jag vill dansa (2014 - Bahman Farmanara)
- Eshgh Tatil Nist (2015 - Bijan gol Birang)
- Salaam Mumbai (2016 - Ghorban Mohammadpour)
- Ayeneh Baghal (2017 - Manochehr Hadi)
- Rahman 1400 (2017 - Manochehr Hadi)
- We Are All Together (2018 Kamal Tabrizi)
- Gisoo (Asheghane 2) (2020 Manochehr Hadi)